# Wolfram von Eschenbach

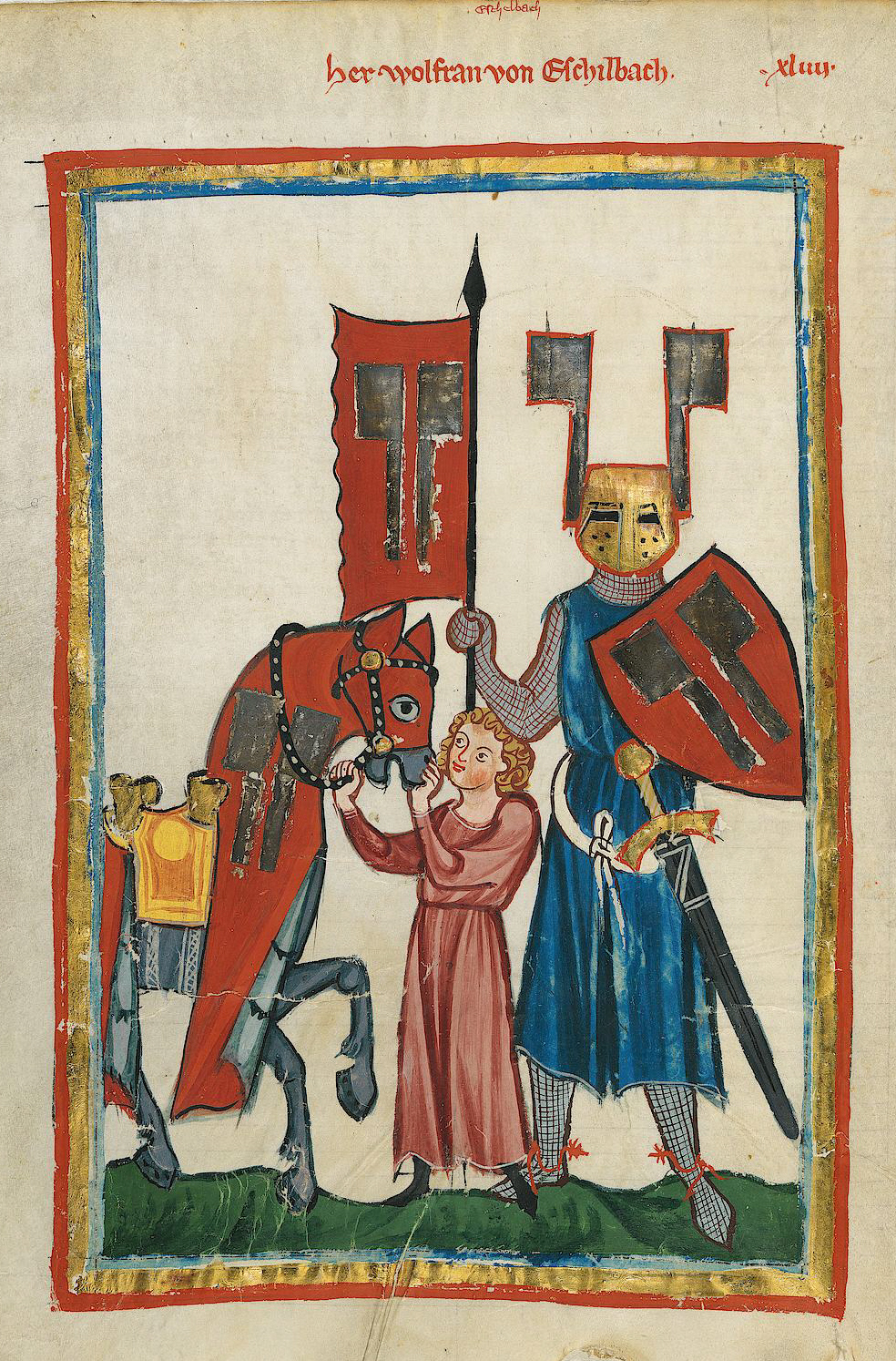
Wolfram von Eschenbach,
Autorbild als Ritter im Codex Manesse

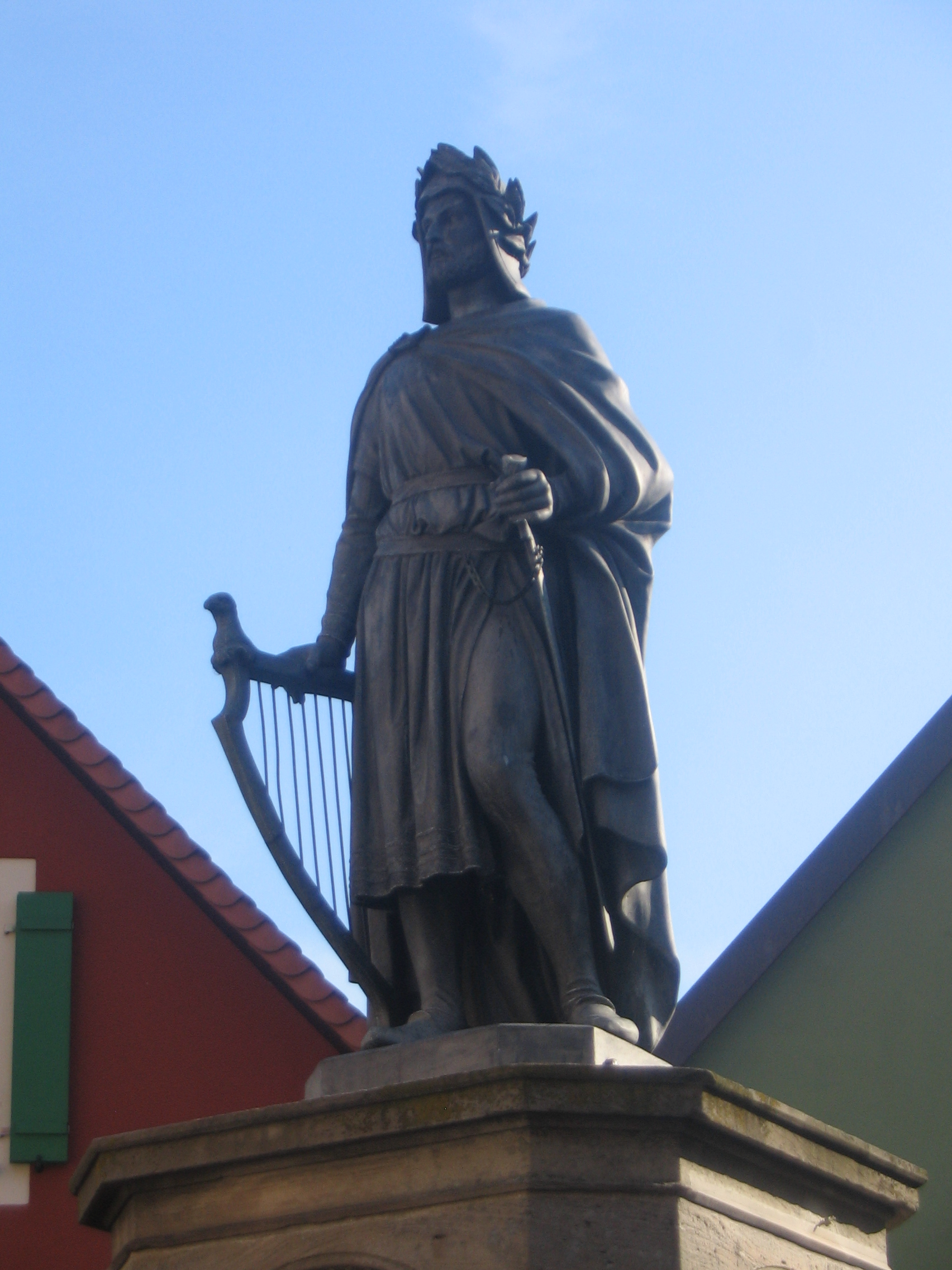
Denkmal in Wolframs-Eschenbach, gestiftet 1860 von König Maximilian II. von Bayern

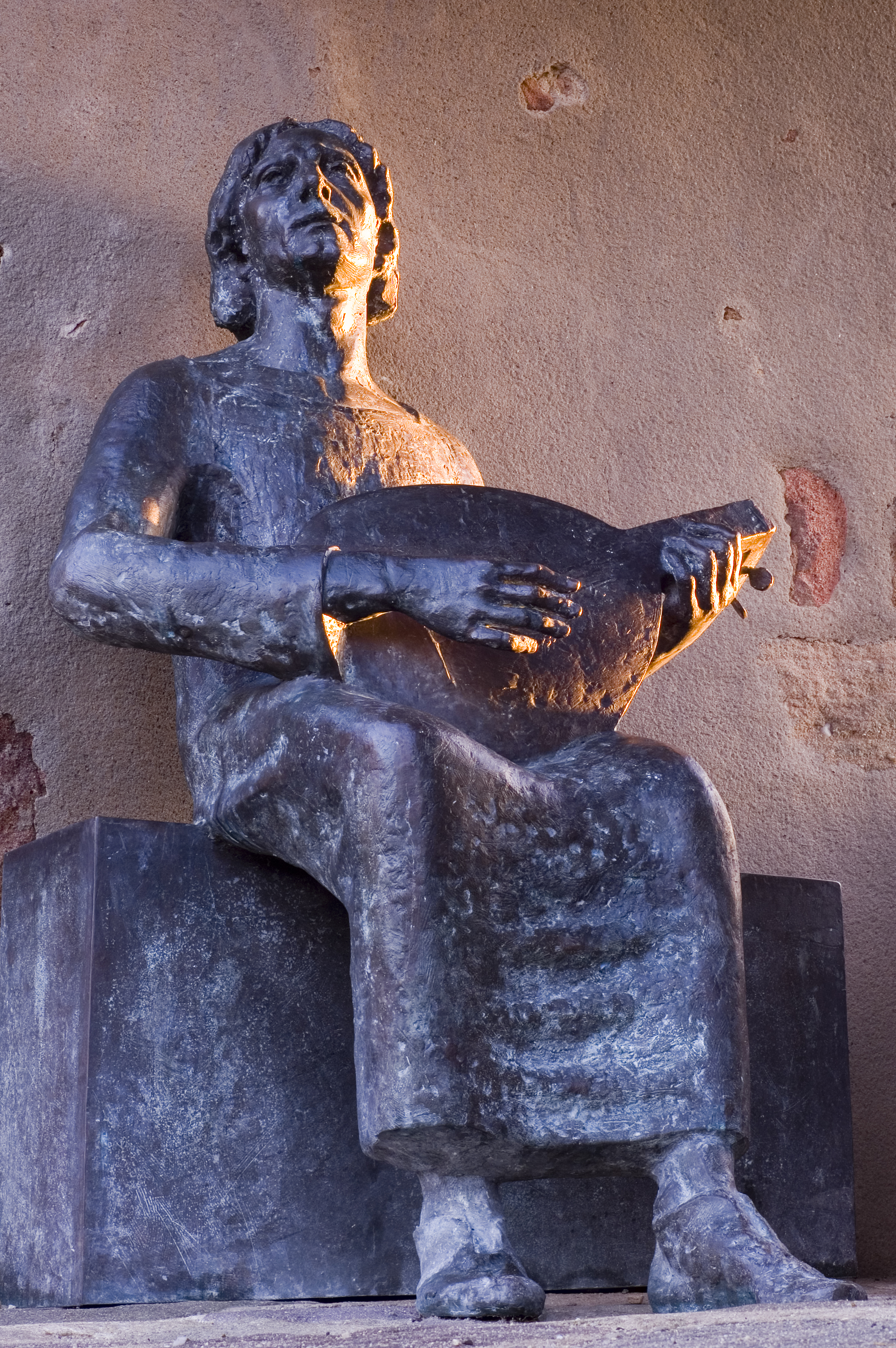
Wolfram von Eschenbach,
Statue auf der Burg Abenberg

Wolfram von Eschenbach (* um 1170 bzw. 1160/1180 in Franken, wahrscheinlich in Obereschenbach (heute Wolframs-Eschenbach); † um/nach 1220) war ein deutscher Dichter. Die mittelhochdeutsche Literatur verdankt ihm mehrere epische Werke. Überdies verfasste er als Minnesänger lyrische Dichtungen. Als sein berühmtestes Werk gilt der Versroman Parzival.

## Leben
Was man über Wolframs Leben zu wissen meint, ist aus Hinweisen in seinen eigenen deutschsprachigen Dichtungen und aus Äußerungen zeitgenössischer Autoren und seinem Werk Parzival erschlossen. Aus seinem Namen lässt sich ableiten, dass er aus einem Ort namens Eschenbach stammte. Geographische Anspielungen im Parzival legen nahe, dass es sich um Obereschenbach bei Ansbach (heute Wolframs-Eschenbach) handelt. Es ist kein Adelsgeschlecht aus diesem Ort bekannt. Er selbst bezeichnete sich als „ritterbürtig“ (Parzival 115,11 und 337,30) und als Baiern – deshalb könnte sein Herkunftsort im damaligen bairischen Nordgau gelegen haben. Albrecht, der Dichter des ‚Jüngeren Titurel‘, erwähnte ihn als seinen Freund von Bleyenfelden, einem Ort, der vermutlich mit dem heutigen, damals im Grenzgebiet des Nordgaus gelegenen Pleinfeld identisch ist.
Es ist bekannt, dass Wolfram in seinem Leben an zahlreichen Höfen Dienst tat. Mit Sicherheit stand er in Verbindung mit dem Grafen von Wertheim sowie dem Landgrafen Hermann I. von Thüringen.

### Niederschrift des Parzival
Der Hinweis Wolframs im Parzival: „min herre der grave von Wertheim“ ist die Grundlage zu der Annahme, dass er den Versroman zum Teil im Auftrag des genannten Grafen schrieb. Die Niederschrift, die nach herrschender Meinung zwischen 1200 und 1210 erfolgte, fällt demnach in die Regierungszeit des Wertheimer Grafen Poppo II. ab 1212: „Es ist anzunehmen, daß Graf Poppo, der [seit 1190] in der Umgebung Kaiser Heinrichs VI. weilte, der als Minnesänger bekannt ist, sich ebenfalls für die höfische Dichtung der Zeit interessiert hat.“ Vermutet wird, „daß Wolfram als Ministerialer der Wertheimer Grafen Güter in Obereschenbach und Pleinfeld bei Ansbach zu Lehen hatte, denn Wertheimer Besitz und Hoheitsrechte sind an jenen Orten und in der betreffenden Zeit und auch noch später urkundlich bezeugt.“
Für die Herren von Dürn, denen die im 5. Buch des Parzival erwähnte Burg Wildenberg im Odenwald gehörte, könnte er einen weiteren Teil des Parzival verfasst haben. Neueren Forschungen zufolge unterstand die Wildenburg im fraglichen Zeitraum jedoch nicht den (infolge des Deutschen Thronstreits damals ins Ausland geflüchteten) Herren von Dürn, sondern höchstwahrscheinlich den Grafen von Wertheim, so dass sich Wolfram in seiner überlieferten Eigenschaft als deren Gefolgsmann und nicht als Gast derer von Dürn, wie bislang – ohne urkundlichen Rückhalt – angenommen wurde, auf der Burg Wildenberg aufgehalten haben könnte.
Noch während Wolframs Arbeit am Parzival erscheint als sein Mäzen Hermann I., Landgraf von Thüringen, ein bedeutender Förderer der deutschen Literatur seiner Zeit. Bemerkungen über Landgraf Hermann und den thüringischen Hof finden sich öfter als über andere historische Personen: Die Schilderung von Problemen am dortigen Hof im sechsten Buch des Parzival setzt voraus, dass Wolfram dort, gleichzeitig mit Walther von der Vogelweide, anwesend war; das dreizehnte Buch nennt Kontakte mit dem thüringischen Hof, die Wolfram während seiner Abwesenheit unterhielt; den Willehalm schrieb er im Auftrag Hermanns. Dessen Tod erwähnt er im Willehalm; nicht lange danach brach er die Arbeit an diesem Werk ab. Ulrich von Türheim, der den Willehalm fortsetzte, behauptet, Wolfram sei über dem Werk verstorben. Dies legt nahe, dass der fragmentarische Charakter des Willehalm auf den Tod Hermanns oder Willehalms zurückzuführen ist.

### Wissen und Bildung
Umstritten ist, über welche Bildung Wolfram verfügte. Er gibt sich programmatisch als Verächter des gelehrten Buchwissens. Einer Äußerung im Parzival wird oft die Bedeutung unterlegt, er bezeichne sich selbst als Analphabeten. Diese Interpretation ist nicht wahrscheinlich; außerdem ist die betreffende Aussage wohl eher eine Kritik an einem nicht namentlich genannten Dichter, der seine schriftliche Quelle zu hoch wertet (offensichtlich Hartmann von Aue), und dient der Konstruktion einer spezifischen Autor-Rolle: der Rolle des Laiendichters, dessen Wertschätzung man als Ausdruck des wachsenden Selbstbewusstseins der höfischen Laiengesellschaft verstehen kann, für die Wolfram tätig war. Unbestreitbar ist, dass er über umfassende Kenntnisse aus der lateinischen Bildungstradition verfügte. Sein Werk ist durchsetzt mit sachkundig behandeltem Wissensstoff aus allen Bereichen (Naturkunde, Geographie, Medizin und Astronomie) und mit theologischen Reflexionen. Ausgedehnt waren auch seine Kenntnisse der zeitgenössischen französischen Sprache und Literatur.

## Werk
Heute gilt der Parzival als Wolframs berühmtestes Werk, häufig stuft man es als das wichtigste Epos dieser Zeit ein. Es ist das erste in deutscher Sprache erhaltene Werk, dessen Motiv der Heilige Gral ist. Geschildert wird die Geschichte zweier Helden: einerseits Parzivals Leben von seiner Kindheit über die Zeit als Artusritter bis zum Gralskönigtum, andererseits Gawans Geschichte, die das Gefüge des Artuskreises nicht übersteigt. Als Forschungsthese wird häufig angenommen, dass der Parzival die Immanenz der höfischen Gesellschaft durch die Abbildung auf eine universale Ebene aufbrechen soll.

Unmittelbar interpretierend und den Gegensatz Parzival–Gawan auf der universalen Ebene ausgleichend Friedrich von der Leyen:

„Das ist nach Wolfram des Menschenlebens höchstes Ziel, daß man sich des Himmels Huld verdiene, ohne den Freuden der Erde den Rücken zu kehren.“

Wolfram benutzte bei der Abfassung des Parzival das Werk Perceval von Chrétien de Troyes, sein Werk ist (teilweise) eine sehr freie Bearbeitung des Perceval. Chrétiens Werk ist allerdings Fragment geblieben, es bricht in der Gawan-Handlung ab. Für das Ende von Wolframs Werk (das Ende der Gawan-Handlung, Parzivals orientalischen Bruder und seine Berufung zum Gralskönig) und auch für den Beginn (die Geschichte der Eltern Parzivals) ist keine Quelle nachweisbar, so dass allgemein Wolfram als direkter Urheber dieser Teile angesehen wird. Wolfram schreibt im Parzival jedoch, dass er Chrétiens Darstellung – die er nach eigener Angabe kannte – für falsch halte, und behauptet, dass er eine andere Quelle benutzt habe, einen provenzalischen Dichter namens Kyot. Über Kyot ist allerdings sonst nichts bekannt. In der Rezeptionsgeschichte des 20. Jahrhunderts dominiert die Auffassung, dass diese Quelle und deren Autor nicht existiert haben, sondern eine Fiktion Wolframs sind.
Daneben existiert eine Tradition, die im Parzival die Wiedergabe einer mündlich überlieferten Historie erblickt. Herbert Kolb hält Wolframs Gewährsmann Kyot für nachweisbar. Falsch ist die Theorie des Schweizer Anthroposophen Werner Greub (1909–1997), der in der Historisierung des Parzival so weit geht, dass die wichtigsten Schauplätze der Gralssuche lokalisierbar seien, die sich ihm zufolge im 9. Jahrhundert abgespielt hätte.
Weitere Dichtungen:
- In der nicht vollendeten Reimpaarerzählung Willehalm erzählt Wolfram die Geschichte Wilhelms des Heiligen, die ebenso Züge des höfischen Romans wie der heldenepischen Chanson de geste hat und durch die Betonung des Reichsgedankens und der Auseinandersetzung zwischen Christen und Heiden endzeitliche Züge erhält. Das Werk beruht auf einem provenzalischen Legendenstoff, der von Wolfram frei bearbeitet wurde.
- Das strophische Titurel-Fragment erzählt, als eine „Abzweigung“ des Parzival, Szenen aus der tragischen Liebesgeschichte von Sigune und Schionatulander.
- Wolfram verfasste neun Minnelieder; davon bilden die fünf Tagelieder den Höhepunkt dieser literarischen Gattung. Das Lied Guot wîp, ich bite dich minne entstand um 1200.

Wolframs Sprache unterscheidet sich vom Stil Hartmanns von Aue. Sie ist bildhaft, reich an Ironie und Pointen, wobei seine Syntax gedrängt und sperrig erscheint. Den von seinen Vorgängern entwickelten Erzählstil baut er aus. Typisch für ihn ist das sogenannte „hakenschlagende Erzählen“ sowie die Technik der Hybridisierung.

## Wirkung
Wolfram war der wirkungsreichste deutschsprachige Dichter des Mittelalters. Wolframs Titurel-Fragment hatte eine enorme Nachwirkung im späten Mittelalter: Die dafür erfundene Strophenform (die sog. Titurelstrophe) wurde von vielen Dichtern adaptiert. Das Fragment selber wurde in der zweiten Hälfte des 13. Jahrhunderts von Albrecht zu einem ausführlichen Roman erweitert. Dieser Jüngere Titurel galt im Spätmittelalter als Wolframs eigenes Werk und begründete seinen Ruhm als bedeutendster aller Ritterdichter. Der Parzival ist die einzige Reimpaar-Dichtung, die noch nach 1470 im Buchdruck mehrere Auflagen erlebte. Der Stoff des Parzival bot Richard Wagner die Hauptquelle für die Schaffung des Librettos seiner Oper Parsifal. Wolfram selbst tritt als Figur in Wagners Oper Tannhäuser auf.
Die Literaturwissenschaft des 19./20. Jahrhunderts befasste sich sehr intensiv mit Wolfram, wobei sie ihn allerdings zeitweise nationalistisch überhöhte und gegen den angeblich „welschen“ Gottfried von Straßburg auszuspielen suchte.
Am 19. Juli 1917 wurde die Stadt Obereschenbach auf Betreiben von Prälat Johann Baptist Kurz (18. Mai 1881–18. Februar 1968) durch ein Dekret von König Ludwig III. von Bayern zu Ehren von Wolfram von Eschenbach aus dem Geschlecht der Herren von Eschenbach in Wolframs-Eschenbach umbenannt.
1935 wurde ein Wolfram von Eschenbach-Bund gegründet, aus dem 1968 die Wolfram von Eschenbach-Gesellschaft hervorging, die ein Forum für die mediävistische Forschung in Deutschland bietet, zweijährlich wissenschaftliche Tagungen veranstaltet und das Jahrbuch Wolfram-Studien herausgibt.
Eine Gedenktafel befindet sich in der Walhalla in Donaustauf.

## Werke
- Karl Bartsch (Hrsg.): Wolfram’s von Eschenbach Parzival und Titurel. 3 Bände. Leipzig 1870–1871 (= Deutsche Classiker des Mittelalters. Band 9–11).
  - Wolframs von Eschenbach Parzival und Titurel, herausgegeben von Karl Bartsch (= Deutsche Klassiker des Mittelalters. Band 19). Leipzig 1935 (nur mittelhochdeutscher Text)
- Karl Lachmann (Hrsg.): Wolfram von Eschenbach. Berlin 1833; 5. Aufl., nach Moriz Haupt und Karl Müllenhoff besorgt von Karl Weinhold, Berlin 1891.
- Wilhelm Hertz: Parzival von Wolfram von Eschenbach. Neu bearbeitet von W. Hertz. Wohlfeile Ausgabe. Mit einem Nachwort von Friedrich v.d. Leyen. Stuttgart und Berlin, J. G. Cotta`sche Buchhandlung Nachfolger, 1904. Zahlreiche weitere Ausgaben: 1911 (Nachwort von Gustav Rosenhagen), 1930, 1958, Phaidon-Verlag 1985, Mundus 2002.
- Wolfram von Eschenbach: Parzival, Mittelhochdeutsch und Neuhochdeutsch, nach der Ausgabe von Karl Lachmann, übersetzt von Wolfgang Spiewok, Band 1 und 2 (Reclams Universalbibliothek Band 3681 und 3682), Stuttgart 1981, ISBN 3-15-003681-X
- Wolfram von Eschenbach: Parzival, übersetzt von Wolfgang Mohr, Göppingen 1977/79, ISBN 3-87452-344-6
- Wolfram von Eschenbach: Parzival, übersetzt von Dieter Kühn, 1994, ISBN 3-596-13336-X.
- Wolfram von Eschenbach: Parzival, übersetzt von Peter Knecht, Reclam, Stuttgart 2011, ISBN 978-3-15-010708-9.
- Wolfram von Eschenbach: Parzival, übertragen von Franz Viktor Spechtler, Wieser, Klagenfurt 2016, ISBN 978-3-99029-082-8.
- Wolfram von Eschenbach: Willehalm. Mittelhochdeutsch/Neuhochdeutsch. Nach dem kritischen Text von Werner Schröder ins Neuhochdeutsche übersetzt, kommentiert und herausgegeben von Horst Brunner. Philipp Reclam jun., Ditzingen 2018, ISBN 978-3-15-019462-1 (Leseprobe).
- Zwei Wolfram-Minnelieder im Netz:
  - Den morgenblic bî wahtaeres sange erkôs (L 3,1)
  - Guot wîp, ich bitte dich minne (L 9,1)

### Kommentierte Ausgaben
- Wolfram von Eschenbach: Parzival. Nach der Ausgabe Karl Lachmanns revidiert und kommentiert von Eberhard Nellmann. Übertragen von Dieter Kühn. Deutscher Klassiker Verlag, Frankfurt am Main, 1994, Bibliothek deutscher Klassiker, Bibliothek des Mittelalters (Originaltext, Neuübertragung und ausführlicher Kommentar in 2 Bänden)
- Wolfram von Eschenbach: Willehalm. Nach der Handschrift 857 der Stiftsbibliothek St. Gallen, herausgegeben von Joachim Heinzle, Deutscher Klassiker Verlag, Frankfurt am Main, 1991, Bibliothek deutscher Klassiker, Bibliothek des Mittelalters (Originaltext, Neuübertragung und ausführlicher Kommentar)
- Wolfram von Eschenbach: Titurel. Mit der gesamten Parallelüberlieferung des „Jüngeren Titurel“. Kritisch herausgegeben, übersetzt und kommentiert von Joachim Bumke und Joachim Heinzle. Max Niemeyer Verlag, Tübingen, 2006

### Übergreifendes, Einführungen, Sammelbände, Forschungsliteratur
- Horst Brunner: Wolfram von Eschenbach (= Auf den Spuren der Dichter und Denker durch Franken. Band 2). Gunzenhausen 2004, ISBN 3-924270-39-2.
- Joachim Bumke: Die Wolfram von Eschenbach-Forschung seit 1945. Bericht und Bibliographie. Fink, München 1970.
- Joachim Bumke: Wolfram von Eschenbach (= Sammlung Metzler. Band 36). 8., vollständig neu bearbeitete Auflage. Stuttgart 2004, ISBN 3-476-18036-0.
- Karl Bertau: Deutsche Literatur im europäischen Mittelalter. Band 2. München 1973.
- Karl Bertau: Wolfram von Eschenbach. München 1983.
- Karl Bertau: Über Literaturgeschichte: Höfische Epik um 1200. München 1983, S. 42–116.
- Ulrike Draesner: Wege durch erzählte Welten. Intertextuelle Verweise als Mittel der Bedeutungskonstitution in Wolframs Parzival (= Mikrokosmos. Band 36). Lang, Frankfurt am Main u. a. 1993, ISBN 3-631-45525-9. Zugleich Dissertation Universität München 1992 (494 Seiten).
- Dennis H. Green, Leslie P. Johnson (Hrsg.): Approaches to Wolfram von Eschenbach. Bern 1978.
- Joachim Heinzle (Hrsg.): Wolfram von Eschenbach. Ein Handbuch. 2 Bände. Berlin / Boston 2011, ISBN 978-3-11-019053-3.
- Joachim Heinzle: Wolfram von Eschenbach. Dichter der ritterlichen Welt. Leben, Werke, Nachruhm. Basel 2019, ISBN  978-3-7965-3955-8.
- Christian Kiening: Wolfram von Eschenbach. In: Wolf-Hartmut Friedrich, Walter Killy (Hrsg.): Literaturgeschichte. Band 12, S. 413–419.
- Henry Kratz: Wolfram von Eschenbach’s Parzival. An Attempt at a total Evaluation. Bern 1973.
- Wolfgang Mieder: „hochvart ie seic unde viel“. Sprichwörtliche Lehren in Wolframs von Eschenbach „Parzival“. In: Mittellateinisches Jahrbuch. Internationale Zeitschrift für Mediävistik. Band 39, Nr. 2, 2004, S. 227–270.
- Wolfgang Mohr: Gesammelte Aufsätze. Teil 1: Wolfram von Eschenbach (= Göppinger Arbeiten zur Germanistik. Band 275). Kümmerle Verlag, Göppingen 1979, ISBN 3-87452-418-3.
- Wolfram-Studien. Veröffentlichungen der Wolfram von Eschenbach-Gesellschaft. Berlin 1970–2006 (Digitalisat).[19]
- Hermann Reichert: Wolfram von Eschenbach, Parzival, für Anfänger. Praesens Verlag, Wien 2002; 3., vollständig überarbeitete Auflage ebenda 2017, ISBN 978-3-7069-0915-0.
- Hermann Reichert: Wolfram von Eschenbach: Parzival. Band 1: Text. Praesens Verlag, Wien 2019, ISBN 978-3-7069-1016-3. E-Book (pdf): ISBN 978-3-7069-3008-6.
- Hermann Reichert: Wolfram von Eschenbach, Parzival. Band 2: Untersuchungen. Untersuchungen zur Textkritik des „Parzival“ und zur Sprache Wolframs. Praesens Verlag, Wien 2019, ISBN 978-3-7069-1017-0. E-Book (pdf): ISBN 978-3-7069-3009-3.
- Kurt Ruh: Höfische Epik des deutschen Mittelalters. Teil 2. München 1980.
- Heinz Rupp (Hrsg.): Wolfram von Eschenbach. Darmstadt 1966 (= Wege der Forschung. Band 57).
- Hans-Wilhelm Schäfer: Kelch und Stein. Untersuchungen zum Werk Wolframs von Eschenbach. Frankfurt am Main/ Bern 1983 (= Europäische Hochschulschriften. Reihe I. Band 565).
- Albert Schreiber: Die Herkunft der Edelherren von Durne, der Gönner Wolframs von Eschenbach (Mit Regesten und einem Stammbaum). In: Zeitschrift für die Geschichte des Oberrheins: Neue Folge, Band 48, Heft 3, Karlsruhe i. B. 1934, S. 299–347 (Google Books).
- Werner Schröder: Wolfram von Eschenbach. Spuren und Werke. Wirkungen. 2 Bände, Stuttgart 1989 f.
- Gottfried Weber: Wolfram von Eschenbach, I: Stoff und Form. Frankfurt am Main 1928.
- Paulus B. Wessels: Wolfram zwischen Dogma und Legende. In: Beiträge zur Geschichte der deutschen Sprache und Literatur. Band 77, (Tübingen) 1955, S. 112–135. Auch in: Hein Rupp (Hrsg.): Wolfram von Eschenbach. 1966, S. 232–260.

### Biographisches
- Albert Schreiber: Neue Bausteine zu einer Lebensgeschichte Wolframs von Eschenbach. Frankfurt am Main 1922.
- Uwe Meves: Die Herren von Durne. In: Friedrich Oswald und Wilhelm Störmer (Hrsg.): Die Abtei Amorbach im Odenwald. Sigmaringen 1984, S. 113–143.
- Hugo Steger: Abenberc und Wildenberc. In: Zeitschrift für deutsche Philologie. Band 105, 1986, S. 1–41.
- Horst Brunner: Wolfram von Eschenbach. Auf den Spuren der Dichter und Denker durch Franken. Gunzenhausen 2004.
- Herbert Kolb: Munsalvaesche: Studien zum Kyotproblem. Eidosverlag, München 1963.
- Werner Greub: Wolfram von Eschenbach und die Wirklichkeit des Grals. Philosophisch-anthroposophischer Verlag, Dornach 1974.
- Klaus-Gunther Wesseling: Wolfram von Eschenbach. In: Biographisch-Bibliographisches Kirchenlexikon (BBKL). Band 13, Bautz, Herzberg 1998, ISBN 3-88309-072-7, Sp. 1533–1600.

### Rezeptionsgeschichte
- Bernhard Dietrich Haage: Wissenschafts- und bildungstheoretische Reminiszenzen nordfranzösischer Schulen bei Gottfried von Straßburg und Wolfram von Eschenbach. In: Würzburger medizinhistorische Mitteilungen. Band 8, 1990, S. 91–135.
- Erich Kleinschmidt: Literarische Rezeption und Geschichte. Zur Wirkungsgeschichte von Wolframs „Willehalm“. In: Deutsche Vierteljahrsschrift. Band 48, 1974, S. 585–649.
- Kurt Nyholm: Zum Problem der Wolfram-Rezeption im „Jüngeren Titurel“. In: Albrecht Schöne (Hrsg.): Akten des VII. Internationalen Germanisten-Kongresses, Göttingen 1985. Tübingen 1986.
- Hedda Ragotzky: Studien zur Wolfram-Rezeption (= Studien zur Poetik und Geschichte der Literatur. Band 20). Stuttgart u. a. 1971.
- Bernd Schirok: Parzival-Rezeption im Mittelalter. Darmstadt 1982.
- R. Unger: Wolfram-Rezeption und Utopie. Studien zum spätmittelalterlichen bayerischen „Lohengrin“-Epos. Kümmerle Verlag, Göppingen 1990 (= Göppinger Arbeiten zur Germanistik. Band 544), ISBN 3-87452-785-9.